# Тоант (син на Дионис)
Вижте пояснителната страница за други значения на Тоант.
Тоант (на старогръцки: Θόας, Бързия, Thoas), син на Дионис и на Ариадна, в гръцката митология е цар на Лемнос.
Той е баща на Хипсипила и брат на Стафил, Енопион и Пепарет.
Тоант е генерал на Радамант. За негова вярна служба той получава от него остров Лемнос. Той основава град Лемнос (Мирина) и сам се назначава за цар на жителите на острова. Той се жени за Мирина и има с нея дъщерята Хипсипила. Когато жените от остров Лемсос убиват всички мъже, Хипсипила запазва баща си. Тя го скрива, но жените го намират и убиват и продават Хипсипила на Ликург. По друг разказ тя скрива баща си в сандък и го хвърля в моерето. Рибари от остров Ойне го намират и го завеждат в страната. Той се жени за нимфата Ойне и има с нея Сикин. Трета версия разказва, че той пристига на Хиос, островът на брат му Енопион, и става владетел.
От баща си Дионис той получава скъпоценни предмети, една света дреха и две сребърни чаши, които оставя на дъщеря си.